# Eric Sundblad
Eric Sundblad (ur. 29 lipca 1897 w Sztokholmie, zm. 24 lutego 1983) – szwedzki lekkoatleta.

## Kariera
Na Letnich Igrzyskach Olimpijskich 1920 odpadł w półfinale biegu na 400 m (jako jedyny ze swojej grupy nie ukończył wyścigu) oraz był członkiem szwedzkiej sztafety 4 × 400 metrów, która zakończyła zmagania na 5. miejscu w finale.